# Jurema Reis
Jurema Reis (Niterói, 23 de Setembro de 1987) é uma atriz brasileira.

## Biografia
Jurema Reis nasceu na cidade de Niterói, formada em dramaturgia pela Casa das Artes de Laranjeiras, conhecida popularmente como CAL. Fez pequenas peças de teatro e iniciou na TV em 2010, na série Malhação.
Em uma entrevista para a Revista Caras, Jurema contou que nasceu apenas com 5 meses e 20 dias.

## Filmografia

### Televisão
| Ano  | Título            | Papel                       | Notas                            | Emissora   |
| ---- | ----------------- | --------------------------- | -------------------------------- | ---------- |
| 2010 | Malhação          | Clara                       |                                  | Rede Globo |
| 2011 | Morde & Assopra   | Maria João Oliveira Santana |                                  | Rede Globo |
| 2012 | Lado a Lado       | Gilda                       |                                  | Rede Globo |
| 2014 | Milagres de Jesus | Susana                      | Episódio: "Milagres em Genesaré" | Record     |
| 2015 | Babilônia         | Rosângela                   | [ 4 ]                            | Rede Globo |
| 2017 | Novo Mundo        | Jurema                      | [ 5 ]                            | Rede Globo |

### Teatro
| Ano  | Título                                                 |
| ---- | ------------------------------------------------------ |
| 2002 | Sonho de Uma Noite de Verão                            |
| 2002 | Megera Domada                                          |
| 2003 | O Fantástico Mistério da Feiurinha                     |
| 2004 | Trecos e Paradinhas                                    |
| 2007 | Muito Barulho por Nada                                 |
| 2008 | Antígona                                               |
| 2008 | Do Mundo Nada se Leva                                  |
| 2008 | Meninos Perdidos - A Terra do Nunca Antes de Peter Pan |
| 2008 | Fluente Ovejuna                                        |
| 2009 | Os Ordinários                                          |
| 2009 | Noite de Reis                                          |